# محمود المواس
محمود المواس ولد في مدينة حماة (1 كانون الثاني 1993 - ) لاعب كرة قدم سوري يلعب في مركز خط الوسط. يلعب حاليًا مع نادي الشرطة العراقي.

## مسيرته الكروية
لعب في بداياته مع نادي عمال حماة ثم انتقل بعد ذلك إلى نادي الكرامة الحمصي وذلك من موسم 2006 إلى 2013، ثم انتقل بعد ذلك إلى نادي الرفاع الرياضي البحريني في موسم 2013 لينتقل بعد ذلك في نفس الموسم إلى نادي العربي ولمدة موسمين.
في عام 2015 أُعير المواس إلى نادي الفيصلي السعودي ولكن تجربته لم تستمر طويلاً في الفيصلي فبعد نزاعات مع الاعبين اسفرت عن هدف وحيد لينتقل بعدها في نفس الموسم إلى نادي الرفاع البحريني مرة أخرى على سبيل الإعارة أيضاً و في مطلع عام 2017 وقع مع نادي أم صلال و لعب معهم حتى صيف 2020 . 
على مستوى المنتخب السوري، شارك المواس في عدة بطولات هامة منها بطولة اتحاد غرب آسيا لعام 2012 والتي فاز بها المنتخب السوري وتصفيات كأس الأمم الآسيوية لعام 2015 وكأس آسيا لتحت سن 23، وتصفيات كأس العالم روسيا 2018.

## الانتقالات
| التاريخ   | النوع        | نقل من    | نقل إلى   |
| --------- | ------------ | --------- | --------- |
| 2017/1/19 | انتقال       | المحرق    | أم صلال   |
| 2016/6/19 | إعارة        | العربي    | المحرق    |
| 2016/6/18 | انتهاء إعارة | الرفاع    | العربي    |
| 2015/9/15 | إعارة        | العربي    | الرفاع    |
| 2015/9/14 | انتهاء إعارة | الفيصلي   | العربي    |
| 2015/6/30 | إعارة        | العربي    | الفيصلي   |
| 2013/9/19 | انتقال       | الرفاع    | العربي    |
| 2013/1/28 | انتقال       | الكرامة   | الرفاع    |
| 2006/7/20 | انتقال       | عمال حماة | الكرامة   |
| 2005/8/11 | انتقال       | العين     | عمال حماة |

## الإنجازات الدولية
- بطولة اتحاد غرب آسيا (2012)
- كأس الاتحاد الكويتي (2014)
- كأس ولي العهد (2015)
- الدوري العراقي الممتاز (2022)
- كأس السوبر العراقي (2022)[4]
- الدوري العراقي الممتاز (2023)[5]

## وصلات خارجية
- محمود المواس على موقع قاعدة بيانات كرة القدم.إي يو (الإنجليزية)
- محمود المواس على موقع ناشيونال فوتبول تيمز (الإنجليزية)
- محمود المواس على موقع Soccerway.com (الإنجليزية)
- محمود المواس على موقع كووورة

- رسميا .. السوري محمود المواس ينضم إلى الرفاع البحريني
- المواس لكورة: تجربتي مع العربي مثالية وتحقق حلمي اللعب في السعودية
- إحصائيات محمود المواس